# Xyrosaris secreta
Xyrosaris secreta is een vlinder uit de familie van de stippelmotten (Yponomeutidae). De wetenschappelijke naam van de soort werd in 1912 gepubliceerd door Edward Meyrick.